# 双鱼座105
双鱼座105（105 Psc）是双鱼座的一颗恒星，视星等为+5.969，距离地球约392光年。